# Onze-Lieve-Vrouwekapel (Sevenum)

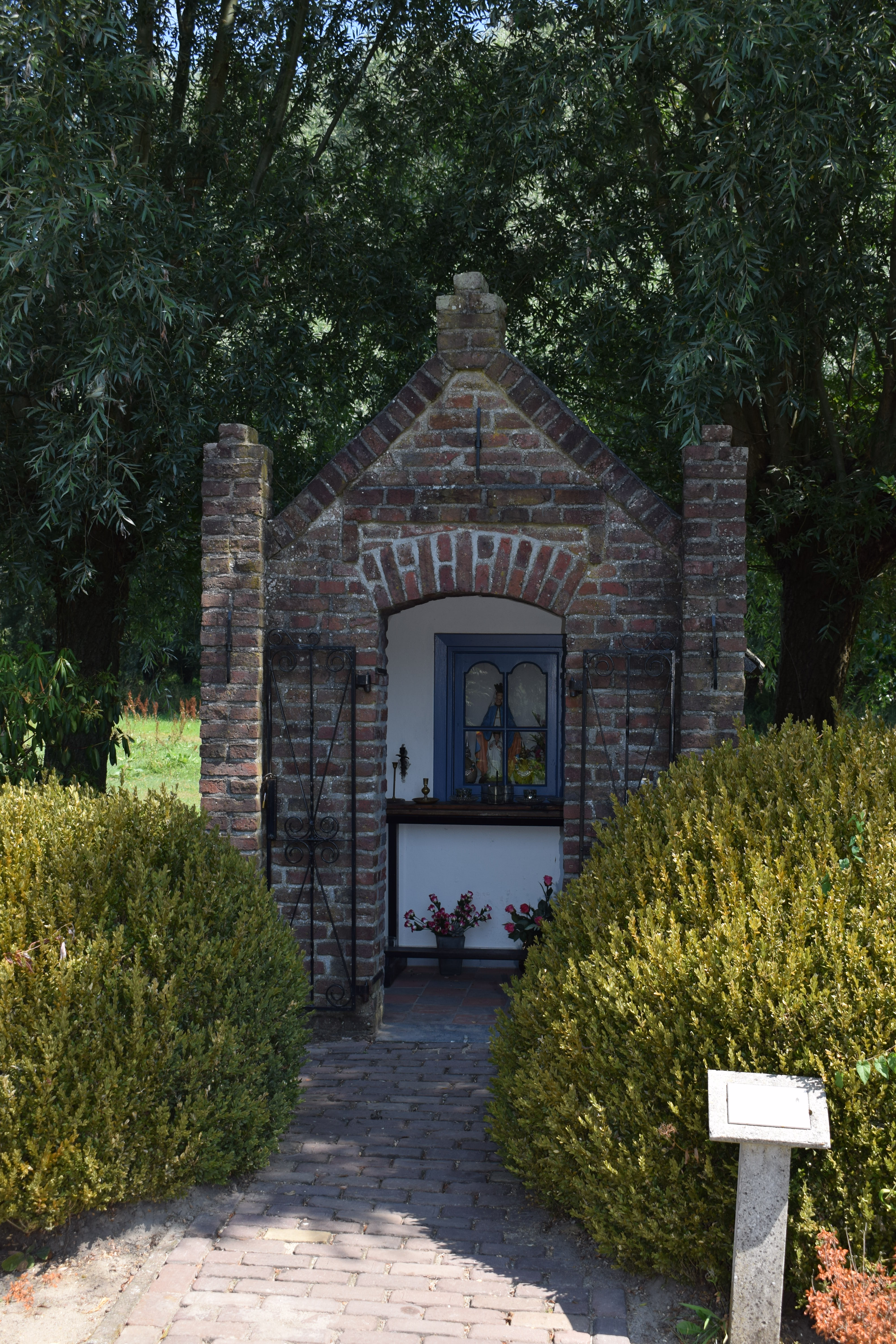
De Onze-Lieve-Vrouwekapel

De Onze-Lieve-Vrouwekapel is een kapel bij Sevenum in de Nederlands Noord-Limburgse gemeente Horst aan de Maas. De kapel staat aan de Hoogbroek ten noordwesten van het dorp. Ongeveer 50 meter oostelijker stroomt de Blakterbeek.
De kapel is gewijd aan Onze Lieve Vrouw.

## Geschiedenis
In 1870 werd de kapel door de familie Wijnen-Philipsen gebouwd en stond achter een boerderij.
In 1991 was de kapel dermate in verval geraakt dat ze werd afgebroken. Vervolgens werd ze op een nieuwe plek opnieuw opgebouwd in oorspronkelijk stijl.

## Gebouw
De bakstenen kapel is opgetrokken op een rechthoekig plattegrond en wordt gedekt door een verzonken zadeldak van pannen. Op de hoeken zijn er steunberen aangebracht. De frontgevel en achtergevel zijn een boven het dak uitstekende puntgevel, waarbij op de top en op de steunberen bakstenen kolommen zijn aangebracht. In de frontgevel bevindt zich de segmentboogvormige toegang die wordt afgesloten met een metalen sierhek.
Het interieur is wit gestuukt. In de achterwand is een rechthoekige nis aangebracht met blauwe omlijsting en voorzien van glazen deurtje. In de nis bevindt zich een beeld van Onze Lieve Vrouw.